# Tempestade tropical Arthur (2008)
A tempestade tropical Arthur foi a primeira tempestade tropical que se formou durante Maio desde 1981. Sendo o primeiro ciclone tropical da temporada de furacões no Atlântico de 2008, a tempestade se originou de uma atividade tropical melhorada, no oeste do mar do Caribe, pelas áreas de convecção remanescentes da tempestade tropical Alma no Pacífico nordeste e também por duas ondas tropicais. Uma depressão de superfície formou-se na região, que deu início à atividade conectiva. o sistema organizou-se rapidamente e ganhou nome Arthur em 31 de Maio enquanto cruzava a costa de Belize.
A tempestade tropical Arthur causou severas inundações sobre o norte de Belize. Pelo menos 100.000 pessoas foram afetadas e 9 pessoas morreram como consequência da passagem da tempestade. Além disso, Arthur deixou cerca de $78 milhões de dólares (valores em 2008).

## História meteorológica

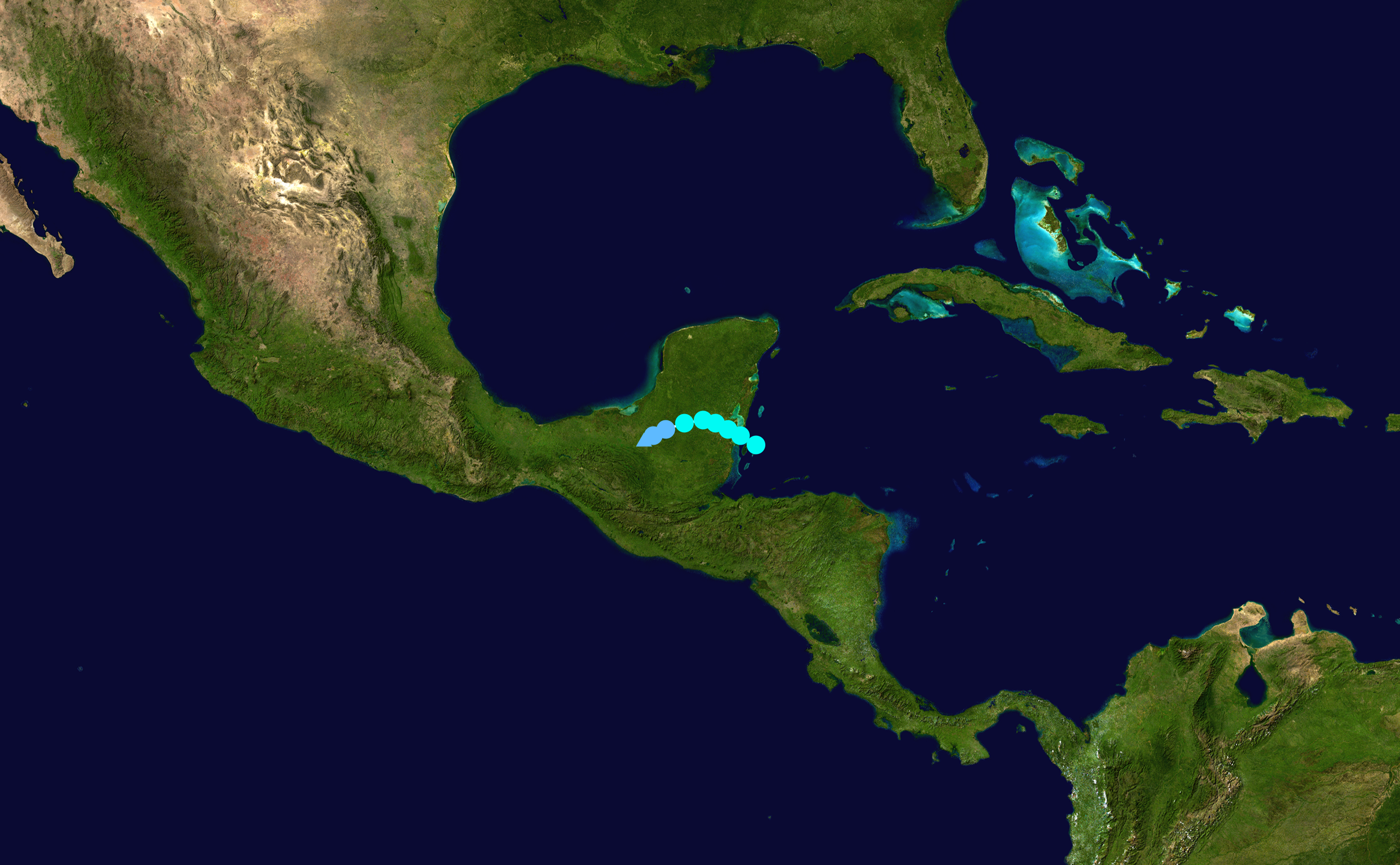
O caminho de Arthur

Em 29 de Maio de 2008, a porção ocidental do mar do Caribe ficou tropicalmente ativo devido à presença de duas ondas tropicais e pela presença da tempestade tropical Alma no Pacífico nordeste. O sistema gerou uma grande área de baixa pressão de superfície, assim como áreas de convecção profunda. No dia seguinte, Alma fez landfall na Nicarágua, trazendo áreas de convecção profunda para a região. Os fluxos externos de altos níveis estavam estendidos acima da tempestade tropical como um sistema de alta pressão sobre o Caribe. Uma depressão de superfície formou-se e estendeu-se entre Honduras e as Ilhas Cayman. Isto alimentou uma maior formação de fortes áreas de convecção espalhadas ao longo da região sudeste da depressão. Em 31 de Maio, o sistema remanescente de Alma estavam situados ao longo da costa do Belize como um sistema de baixa pressão com uma pressão mínima central de 1.005 mbar. Uma grande área de alta pressão de altos níveis estava estacionada sobre o Golfo das Honduras, que cobriu a região inteira e manteve áreas de convecção profundas e tropicais. No começo da tarde - baseado em imagens de satélite e numa bóia da NOAA que relatou ventos sustentados equivalentes a uma tempestade tropical - apesar de estar se movendo sobre a costa perto de Chetumal, capital do estado de Quintana Roo, na Península de Iucatã, México, o sistema tornou-se uma tempestade tropical e ganhou o nome de Arthur. Naquele momento, o centro da tempestade tropical estava localizado a cerca de 72 km a norte-noroeste de Belize City. Em análises pós-tempestade, foi verificado que a tempestade tropical se formou durante o começo da madrugada de 31 de Maio, a cerca de 85 km a leste de Belize City, e que fez landfall na costa de Belize nove horas depois.

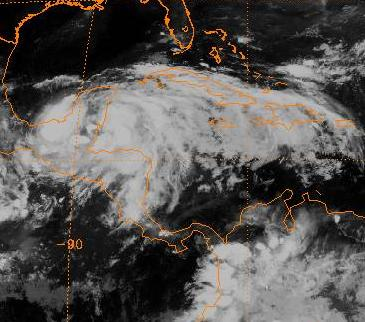
A tempestade tropical Arthur perto de atingir a costa de Belize

Arthur seguiu para oeste-noroeste a 13 km/h e com uma pressão central mínima de 1005 mbar e ventos máximos sustentados de 65 km/h. Estes ventos estavam primeiramente concentrados em águas abertas a leste e a nordeste do centro do sistema Apesar de estar sobre terra por várias horas, a tempestade manteve uma estrutura razoavelmente organizada por volta das 13:00 (UTC) daquele dia. A tempestade continha um grande centro de baixos níveis que estava acompanhado por bandas convectivas. Novas células de convecção começaram a se formar sobre a Península de Iucatã assim que a tempestade estava sendo levada por um sistema de alta pressão localizado no Golfo do México. A atividade associada de temporais estava separada do centro da circulação começou a se dissipar, embora brevemente. No entanto, o sistema regenerou-se rapidamente; os ventos máximos sustentados da tempestade ocorreram naquela banda de temporais. No começo da madrugada de 1 de Junho, o centro da tempestade tornou-se difícil de ser localizado devido à desorganização geral do sistema. Arthur manteve-se como uma tempestade tropical por quase 24 horas sobre terra antes de se enfraquecer para uma depressão tropical em 1 de Junho.
Mais tarde, a circulação ciclônica de Arthur tornou-se largamente desorganizada. Ainda assim, o Centro Nacional de Furacões manteve o sistema como uma depressão tropical por haver uma pequena banda de temporal com ventos máximos sustentados equivalentes a uma depressão tropical. O NHC emitiu seu aviso final assim que Arthur já não apresentava suficientes áreas de convecção para ser considerado um ciclone tropical. Além disso, o centro da circulação da tempestade tornou-se muito alongada e pouco definida e havia a possibilidade que não houvesse uma circulação fechada, que indicaria a dissipação completa da depressão para um simples cavado aberto de superfície. A área de baixa pressão remanescente continuou a seguir sobre o sul do México por cerca de dois dias antes de se dissipar completamente sobre as áreas montanhosas da região.

## Preparativos, impactos e recordes
Como preparativo à tempestade, portos foram fechados no estado mexicano de Quintana Roo enquanto residentes e turistas foram encorajados a tomar precauções nas áreas costeiras. Também, portos foram fechados em Cozumel, Chetumal e Ilha das Mulheres. Pequenos botes foram restringidos em deixar alguns portos, mas evacuações foram avaliadas desnecessárias.  Avisos de tempestade tropical foram declarados às 17:00 (UTC) de 31 de Maio para a costa de Belize e para a costa do México ao sul do Cabo Catoche. Estes avisos continuaram em efeito até Arthur enfraquecer-se para uma depressão tropical às 15:00 (UTC) de 1 de Junho. A tempestade produziu chuvas em áreas como Belize City e gerou fortes ondas na ilha de Ambergris Caye. Os ventos de Arthur forçou o fechamento de dois dos três principais portos exportadores de petróleo do México no Golfo do México devido ao mar agitado. A tempestade, juntamente com as áreas de convecção remanescentes da tempestade tropical Alma, causaram enchentes severas e enxurradas, sendo que vários rios da região transbordaram. Os dois sistemas tropicais causaram mais de 375 milímetros de precipitação acumulada. As enchentes danificaram uma ponte e uma auto-estrada e várias outras pontes ficaram debaixos de água. Um vilarejo da região foi evacuado e abrigos temporários foram abertos em Orange Walk e Corozal. Em áreas rurais a eletricidade foi cortado como forma de prevenção. Dezenas de pessoas ficaram nos telhados de suas residências devido à enchente enquanto que o trabalho de reparar uma importante rodovia da região foi perdido quando as águas levaram toda a seção reparada. Plantações de mamão, áreas de carcinicultura e plantações de arroz também foram afetadas pelo tempo ruim. Ao todo, cerca de 100.000 pessoas foram afetadas pelas enchentes, e nove fatalidades foram relatadas. Helicópteros britânicos ajudaram a resgatar pessoas afetadas pelas enchentes e o México proviu um helicóptero para ajudar a carregar os suprimentos para as áreas afetadas pela tempestade. O primeiro-ministro de Belize, Dean Barrow, declarou estado de calamidade para a região meridional de Stann Creek Valley. Além disso, o governo distribuiu alimentos, água potável e roupas para cerca de 13.000 pessoas. Em Belize, os danos foram estimados em $26,5 milhões de dólares (valores em 2008).
Arthur foi a primeira tempestade tropical a se formar em Maio desde a tempestade tropical Arlene em 1981. Outras tempestades formaram-se em Maio, tal como Andrea em 2007, mas foram subtropicais. A formação de Arthur também marca a primeira vez que um sistema tropical do Atlântico ganha nome em Maio por dois anos consecutivos.